# Bacău de Mijloc
Bacău de Mijloc – wieś w Rumunii, w okręgu Arad, w gminie Bata. W 2011 roku liczyła 187 mieszkańców. 